# Grand Prix automobile d'Espagne 2025
GP précédent GP suivant
Le Grand Prix automobile d'Espagne 2025 (Formula 1 AWS Gran Premio de España 2025), disputé le 1er juin 2025 sur le circuit de Barcelone, est la 1134e épreuve du championnat du monde de Formule 1 courue depuis 1950. Il s'agit de la cinquante-cinquième édition du Grand Prix d'Espagne comptant pour le championnat du monde de Formule 1 et de la neuvième manche du championnat 2025. L'épreuve se dispute pour la trente-cinquième fois depuis 1991 sur le circuit catalan (contre neuf fois à Jarama, cinq fois à Jerez et quatre fois au Parc de Montjuïc).
Le match pour la pole position lors de la troisième phase des qualifications se résume à une explication entre les pilotes McLaren ; à sa deuxième tentative, Oscar Piastri bat tous les records de secteurs pour devancer Lando Norris de plus de deux dixièmes de seconde et obtenir son quatrième départ en tête de la saison et de sa carrière. Exceptionnellement, Max Verstappen et George Russell partent dans cet ordre en deuxième ligne après avoir réalisé un temps identique. Lewis Hamilton, cinquième (sa meilleure position sur la grille depuis ses débuts avec Ferrari), devance Andrea Kimi Antonelli. Charles Leclerc, qui n'a pas effectué de deuxième sortie en Q3 faute de train de pneus tendres neufs, est sur la quatrième ligne, accompagné de Pierre Gasly. En cinquième ligne, Isack Hadjar, neuvième, précède Fernando Alonso .
L'interdiction des ailerons avant flexibles n'a rien changé à la hiérarchie en vigueur depuis le début de saison et à la supériorité des McLaren. Oscar Piastri reprend sa marche en avant en remportant sa cinquième victoire de la saison, la septième de sa carrière, agrémentée de son deuxième hat trick et d'une huitième présence consécutive sur le podium. Parti de la pole position, il n'est jamais réellement menacé, même lorsqu'il doit gérer, en fin de course après la sortie de la voiture de sécurité, une relance fatale à Max Verstappen et qui ouvre à Charles Leclerc la route du podium ; devant le Monégasque, Lando Norris permet à McLaren d'obtenir son cinquante-deuxième doublé. 
Au départ, Verstappen dépasse Norris par l'extérieur du premier virage pour s'intercaler entre les McLaren alors que, dans le premier tour, Nico Hülkenberg passe de la quinzième à la dixième place. Leclerc double les Mercedes et s'installe en cinquième position, derrière son coéquipier Hamilton, qu'il dépasse au bout de dix boucles. Norris, aileron arrière mobile ouvert, prend le meilleur sur Verstappen au bout de la ligne droite des stands à l'entame du treizième tour. Alors que la plupart des pilotes optent pour deux arrêts, Red Bull et Verstappen sont sur une stratégie décalée à trois passages au stand ; il est ainsi en mesure de rouler en tête, pour la centième fois de sa carrière, du 23e au 29e tour et, grâce à des gommes plus fraîches, de dépasser Leclerc pour le gain de la troisième place après trente-six tours. 
Tout semble en place pour un podium constitué du trio Piastri-Norris-Verstappen quand, au cinquante-cinquième tour, Antonelli tombe en panne de moteur, stoppant sa monoplace en bord de piste et provoquant la sortie de la voiture de sécurité. Celle-ci mène la meute jusqu'au dédoublage de tous les retardataires et ne s'écarte qu'à six tours de l'arrivée. Si tous les pilotes en ont profité pour se chausser de neuf, Verstappen ne disposait plus que d'un train de pneus durs pour sa RB21. Dès la relance, il perd l'arrière de sa monoplace et fait un gros écart, ce dont Leclerc profite pour le dépasser, les deux voitures se touchant dans la ligne droite des stands. Lorsque Russell essaye à son tour de le dépasser, au freinage à l'intérieur du premier virage, le Néerlandais sort de la piste, prend l'échappatoire et ressort devant son rival ; son stand lui intime de rendre la position pour éviter une pénalité. Alors que Verstappen semble s'exécuter, à deux tours de l'arrivée en ralentissant au virage no 5, il donne brusquement un coup de volant et percute la Mercedes arrivée à sa hauteur. Il s'écarte finalement quelques virages plus loin pour rendre la quatrième place à Russell mais écope d'une pénalité de dix secondes pour son coup de sang.
Pendant ce temps, Nico Hülkenberg, à bord de sa C45, multiplie les dépassements et prend même le meilleur sur Hamilton, obtenant ainsi la cinquième place devant le septuple champion du monde. Tirant parti de sa bonne qualification, et ayant dépassé Pierre Gasly au bout de vingt-quatre tours, Isack Hadjar le maintient derrière lui durant toute la course ; les deux Français se classent septième et huitième. Fernando Alonso marque ses premiers points de la saison, dixième sous le drapeau à damier mais reclassé neuvième, la pénalité de Verstappen le faisant chuter à la dixième position.  
En tête du championnat, l'avance d'Oscar Piastri (186 points) passe désormais à dix points sur Lando Norris (176 points) tandis que Max Verstappen est repoussé à quarante-neuf points (137 points). George Russell (111 points) reste quatrième devant Charles Leclerc (94 points), Lewis Hamilton (71 points), Kimi Antonelli (48 points), Alexander Albon (42 points) et Isack Hadjar (21 points) qui dépasse Esteban Ocon. Au championnat des constructeurs, McLaren (362 points) devance désormais Ferrari (165 points) qui gagne deux positions, Mercedes (159 points) et Red Bull (144 points) qui chute de deux places. Plus loin, Williams (54 points) cinquième, devance Racing Bulls (28 points) qui a pris l'ascendant sur Haas (26 points) ; suivent, à égalité de points Kick Sauber et Aston Martin (14 points), Alpine (11 points) fermant la marche.

## Pneus disponibles
| Pneus pour piste sèche | Pneus pour piste sèche | Pneus pour piste sèche | Pneus pluie    | Pneus pluie |
| ---------------------- | ---------------------- | ---------------------- | -------------- | ----------- |
| Durs (Type C1)         | Medium (Type C2)       | Tendres (Type C3)      | Intermédiaires | Pluie       |

## Essais libres

### Première séance, le vendredi de 13 h 30 à 14 h 30
| Pos. | Pilote          | Voiture                 | Chrono         | Écart     |
| ---- | --------------- | ----------------------- | -------------- | --------- |
| 1    | Lando Norris    | McLaren-Mercedes        | 1 min 13 s 718 |           |
| 2    | Max Verstappen  | Red Bull-Honda RBPT     | 1 min 14 s 085 | + 0 s 367 |
| 3    | Lewis Hamilton  | Ferrari                 | 1 min 14 s 096 | + 0 s 378 |
| 4    | Charles Leclerc | Ferrari                 | 1 min 14 s 238 | + 0 s 520 |
| 5    | Oscar Piastri   | McLaren-Mercedes        | 1 min 14 s 294 | + 0 s 756 |
| 6    | Liam Lawson     | Racing Bulls-Honda RBPT | 1 min 14 s 339 | + 0 s 621 |

- Le Japonais Ryō Hirakawa, pilote d'essai pour Haas F1 Team et engagé avec Toyota Gazoo Racing en championnat du monde d'endurance FIA, remplace Esteban Ocon lors de cette séance ; il réalise le dix-septième temps[4].
- Le Franco-Portugais Victor Martins, engagé depuis 2023 en Formule 2 avec ART Grand Prix et membre de la Williams Racing Driver Academy, pilote d'essai pour Williams F1 Team, remplace Alexander Albon lors de cette séance ; il réalise le dix-neuvième temps[5].

### Deuxième séance, le vendredi de 17 h à 18 h
| Pos. | Pilote                | Voiture             | Chrono         | Écart     |
| ---- | --------------------- | ------------------- | -------------- | --------- |
| 1    | Oscar Piastri         | McLaren-Mercedes    | 1 min 12 s 760 |           |
| 2    | George Russell        | Mercedes            | 1 min 13 s 046 | + 0 s 286 |
| 3    | Max Verstappen        | Red Bull-Honda RBPT | 1 min 13 s 070 | + 0 s 310 |
| 4    | Lando Norris          | McLaren-Mercedes    | 1 min 13 s 070 | + 0 s 310 |
| 5    | Charles Leclerc       | Ferrari             | 1 min 13 s 260 | + 0 s 500 |
| 6    | Andrea Kimi Antonelli | Mercedes            | 1 min 13 s 298 | + 0 s 538 |

### Troisième séance, le samedi de 12 h 30 à 13 h 30
| Pos. | Pilote          | Voiture                 | Chrono         | Écart     |
| ---- | --------------- | ----------------------- | -------------- | --------- |
| 1    | Oscar Piastri   | McLaren-Mercedes        | 1 min 12 s 387 |           |
| 2    | Lando Norris    | McLaren-Mercedes        | 1 min 12 s 913 | + 0 s 526 |
| 3    | Charles Leclerc | Ferrari                 | 1 min 13 s 130 | + 0 s 743 |
| 4    | George Russell  | Mercedes                | 1 min 13 s 139 | + 0 s 752 |
| 5    | Max Verstappen  | Red Bull-Honda RBPT     | 1 min 13 s 175 | + 0 s 988 |
| 6    | Isack Hadjar    | Racing Bulls-Honda RBPT | 1 min 13 s 382 | + 0 s 995 |

## Séance de qualification

### Résultats des qualifications
| Pos. | Pilote                | Écurie                  | Qualifications 1 | Qualifications 2 | Qualifications 3 |
| --- | --------------------- | ----------------------- | ---------------- | ---------------- | ---------------- |
| 1 | Oscar Piastri         | McLaren-Mercedes        | 1 min 12 s 551   | 1 min 11 s 998   | 1 min 11 s 546   |
| 2 | Lando Norris          | McLaren-Mercedes        | 1 min 12 s 799   | 1 min 12 s 056   | 1 min 11 s 755   |
| 3 | Max Verstappen        | Red Bull-Honda RBPT     | 1 min 12 s 798   | 1 min 12 s 358   | 1 min 11 s 848   |
| 4 | George Russell        | Mercedes                | 1 min 12 s 806   | 1 min 12 s 407   | 1 min 11 s 848   |
| 5 | Lewis Hamilton        | Ferrari                 | 1 min 13 s 058   | 1 min 12 s 447   | 1 min 12 s 045   |
| 6 | Andrea Kimi Antonelli | Mercedes                | 1 min 13 s 815   | 1 min 12 s 585   | 1 min 12 s 111   |
| 7 | Charles Leclerc       | Ferrari                 | 1 min 13 s 014   | 1 min 12 s 495   | 1 min 12 s 131   |
| 8 | Pierre Gasly          | Alpine-Renault          | 1 min 13 s 081   | 1 min 12 s 611   | 1 min 12 s 199   |
| 9 | Isack Hadjar          | Racing Bulls-Honda RBPT | 1 min 13 s 139   | 1 min 12 s 461   | 1 min 12 s 252   |
| 10 | Fernando Alonso       | Aston Martin-Mercedes   | 1 min 13 s 102   | 1 min 12 s 523   | 1 min 12 s 284   |
| 11 | Alexander Albon       | Williams-Mercedes       | 1 min 13 s 044   | 1 min 12 s 641   |                  |
| 12 | Gabriel Bortoleto     | Kick Sauber-Ferrari     | 1 min 13 s 045   | 1 min 12 s 756   |                  |
| 13 | Liam Lawson           | Racing Bulls-Honda RBPT | 1 min 13 s 039   | 1 min 12 s 763   |                  |
| 14 | Lance Stroll          | Aston Martin-Mercedes   | 1 min 13 s 038   | 1 min 13 s 058   |                  |
| 15 | Oliver Bearman        | Haas-Ferrari            | 1 min 13 s 074   | 1 min 13 s 315   |                  |
| 16 | Nico Hülkenberg       | Kick Sauber-Ferrari     | 1 min 13 s 190   |                  |                  |
| 17 | Esteban Ocon          | Haas-Ferrari            | 1 min 13 s 201   |                  |                  |
| 18 | Carlos Sainz          | Williams-Mercedes       | 1 min 13 s 208   |                  |                  |
| 19 | Franco Colapinto      | Alpine-Renault          | 1 min 13 s 334   |                  |                  |
| 20 | Yuki Tsunoda          | Red Bull-Honda RBPT     | 1 min 13 s 385   |                  |                  |
| Temps minimal à réaliser pour la qualification : 1 min 17 s 629 (107 % du meilleur temps en Q1 : 1 min 12 s 551) |                       |                         |                  |                  |                  |

### Grille de départ
- Lance Stroll, auteur du quatorzième temps, déclare forfait pour le Grand Prix en raison de douleurs à la main droite liées à une facture lors d'une chute de vélo avant le début de la saison 2023. Le pilote a subi une intervention chirurgicale et la pose de vis dans le poignet (il n'avait pas participé aux essais de pré-saison à Bahreïn en raison d'une gêne). Ayant participé à la séance de qualifications, il ne peut pas être remplacé pour la course ; tous les pilotes qualifiés derrière lui remontent d'une place sur la grille[9],[10].
- Yuki Tsunoda, auteur du vingtième temps, prend le départ depuis les stands à la suite d'une intervention sous le régime du parc fermé pour changer les spécifications de l'aileron arrière et effectuer de nouveaux réglages[11].

## Course

### Classement de la course
| Pos.  | no | Pilote                | Écurie                  | Tours | Temps/Abandon                                                        | Grille  | Points |
| ----- | -- | --------------------- | ----------------------- | ----- | -------------------------------------------------------------------- | ------- | ------ |
| 1     | 81 | Oscar Piastri         | McLaren-Mercedes        | 66    | 1 h 32 min 57 s 375 (198,310 km/h)                                   | 1       | 25     |
| 2     | 4  | Lando Norris          | McLaren-Mercedes        | 66    | + 2 s 471                                                            | 2       | 18     |
| 3     | 16 | Charles Leclerc       | Ferrari                 | 66    | + 10 s 455                                                           | 7       | 15     |
| 4     | 63 | George Russell        | Mercedes                | 66    | + 11 s 359                                                           | 4       | 12     |
| 5     | 27 | Nico Hülkenberg       | Kick Sauber-Ferrari     | 66    | + 13 s 648                                                           | 15      | 10     |
| 6     | 44 | Lewis Hamilton        | Ferrari                 | 66    | + 15 s 508                                                           | 5       | 8      |
| 7     | 6  | Isack Hadjar          | Racing Bulls-Honda RBPT | 66    | + 16 s 022                                                           | 9       | 6      |
| 8     | 10 | Pierre Gasly          | Alpine-Renault          | 66    | + 17 s 882                                                           | 8       | 4      |
| 9     | 14 | Fernando Alonso       | Aston Martin-Mercedes   | 66    | + 21 s 564                                                           | 10      | 2      |
| 10    | 1  | Max Verstappen        | Red Bull-Honda RBPT     | 66    | + 21 s 826 (dont 10 s de pénalité )                                  | 3       | 1      |
| 11    | 30 | Liam Lawson           | Racing Bulls-Honda RBPT | 66    | + 25 s 532                                                           | 13      |        |
| 12    | 5  | Gabriel Bortoleto     | Kick Sauber-Ferrari     | 66    | + 25 s 996                                                           | 12      |        |
| 13    | 22 | Yuki Tsunoda          | Red Bull-Honda RBPT     | 66    | + 28 s 822                                                           | Pitlane |        |
| 14    | 55 | Carlos Sainz          | Williams-Mercedes       | 66    | + 29 s 309                                                           | 17      |        |
| 15    | 43 | Franco Colapinto      | Alpine-Renault          | 66    | + 31 s 381                                                           | 18      |        |
| 16    | 31 | Esteban Ocon          | Haas-Ferrari            | 66    | + 32 s 197                                                           | 16      |        |
| 17    | 87 | Oliver Bearman        | Haas-Ferrari            | 66    | + 37 s 065 (dont 10 s de pénalité )                                  | 14      |        |
| Abd.  | 12 | Andrea Kimi Antonelli | Mercedes                | 53    | Moteur                                                               | 6       |        |
| Abd.  | 23 | Alexander Albon       | Williams-Mercedes       | 27    | Dégâts suite à une collision (+ 10 s de pénalité purgées en course ) | 11      |        |
| Forf. | 18 | Lance Stroll          | Aston Martin-Mercedes   |       | Douleurs à la main droite                                            |         |        |

### Pole position et record du tour
- Pole position :  Oscar Piastri (McLaren-Mercedes) en 1 min 11 s 546 (234,328 km/h)[17].
- Meilleur tour en course :  Oscar Piastri (McLaren-Mercedes) en 1 min 15 s 743 (221,343 km/h) au soixante-et-unième tour[18].

### Tours en tête
- Oscar Piastri (McLaren-Mercedes) : 60 tours (1-22 / 29-66)[19] ;
- Max Verstappen (Red Bull-Honda RBPT) 6 tours (23-28).

## Classements généraux à l'issue de la course
| Pos. | Pilote                | Écurie                  | Points |
| ---- | --------------------- | ----------------------- | ------ |
| 1    | Oscar Piastri         | McLaren-Mercedes        | 186    |
| 2    | Lando Norris          | McLaren-Mercedes        | 176    |
| 3    | Max Verstappen        | Red Bull-Honda RBPT     | 137    |
| 4    | George Russell        | Mercedes                | 111    |
| 5    | Charles Leclerc       | Ferrari                 | 94     |
| 6    | Lewis Hamilton        | Ferrari                 | 71     |
| 7    | Andrea Kimi Antonelli | Mercedes                | 48     |
| 8    | Alexander Albon       | Williams-Mercedes       | 42     |
| 9    | Isack Hadjar          | Racing Bulls-Honda RBPT | 21     |
| 10   | Esteban Ocon          | Haas-Ferrari            | 20     |
| 11   | Nico Hülkenberg       | Kick Sauber-Ferrari     | 16     |
| 12   | Lance Stroll          | Aston Martin-Mercedes   | 14     |
| 13   | Carlos Sainz          | Williams-Mercedes       | 12     |
| 14   | Pierre Gasly          | Alpine-Renault          | 11     |
| 15   | Yuki Tsunoda          | Red Bull-Honda RBPT     | 10     |
| 16   | Oliver Bearman        | Haas-Ferrari            | 6      |
| 17   | Liam Lawson           | Red Bull-Honda RBPT     | 4      |
| 18   | Fernando Alonso       | Aston Martin-Mercedes   | 2      |

| Pos. | Écurie                  | Points |
| ---- | ----------------------- | ------ |
| 1    | McLaren-Mercedes        | 362    |
| 2    | Ferrari                 | 165    |
| 3    | Mercedes                | 159    |
| 4    | Red Bull                | 144    |
| 5    | Williams-Mercedes       | 54     |
| 6    | Racing Bulls-Honda RBPT | 28     |
| 7    | Haas-Ferrari            | 26     |
| 8    | Kick Sauber-Ferrari     | 16     |
| 9    | Aston Martin-Mercedes   | 16     |
| 10   | Alpine-Renault          | 11     |

## Statistiques
Le Grand Prix d'Espagne 2025 représente :
- la 4e pole position d'Oscar Piastri, toutes acquises cette saison[21] ;
- la 7e victoire d'Oscar Piastri, sa cinquième de la saison[22] ;
- le 2e hat trick d'Oscar Piastri[23] ;
- la 196e victoire de McLaren en tant que constructeur[24] ;
- la 229e victoire de Mercedes en tant que motoriste[25] ;
- le 52e doublé de McLaren[26].

Au cours de ce Grand Prix :
- Max Verstappen devient le quatrième pilote de l'histoire à mener 100 Grands Prix (derrière Lewis Hamilton, Michael Schumacher et Sebastian Vettel)[27] ;
- Max Verstappen est élu « pilote du jour » à l'issue d'un vote organisé sur le site officiel de la Formule 1[28] ;
- Vitantonio Liuzzi (80 départs en Grands Prix entre 2005 et 2011, 26 points inscrits) est nommé conseiller par la FIA pour aider dans leurs jugements le groupe des commissaires de course[29].